# Nicolas Mas
Nicolas Mas (Perpignano, 23 maggio 1980) è un rugbista a 15 francese, militante come pilone nel club della sua città natale, il Perpignano.

## Biografia
Fin dalle giovanili nell'U.S. Arlequins Perpignanais, club della cittadina pirenaica in cui è nato, Nicolas Mas ne milita in prima squadra dal 1999; i migliori risultati sono stati la finale di Heineken Cup 2002/03 (persa contro il Tolosa) e quella di campionato 2003/04 (persa contro lo Stade français).
Esordiente in Nazionale nel corso dei test di metà anno del 2003 (contro la Nuova Zelanda), Mas vanta la partecipazione, a tutt'oggi, in tre edizioni del Sei Nazioni, con la vittoria nell'edizione del e 2007.
Ha partecipato alla Coppa del Mondo di rugby 2007 (3 incontri, uno dei quali da titolare), piazzandosi quarto assoluto nel torneo con la sua Nazionale.
Nel 2009 si è laureato campione di Francia con il Perpignano e, nel 2010, ha vinto con la Francia il Sei Nazioni conseguendo il Grande Slam.

## Palmarès
- Campionati francesi: 1
Perpignano: 2008-09